# Generali Open Kitzbühel 2024
Generali Open Kitzbühel 2024 byl tenisový turnaj na mužském profesionálním okruhu ATP Tour hraný v areálu Tennis Stadium Kitzbühel. Jubilejní osmdesátý ročník Austrian Open Kitzbühel probíhal mezi 22. a 27. červencem 2024 v rakouském alpském letovisku Kitzbühel na antukových dvorcích.
Turnaj dotovaný 651 865 eury patřil do kategorie ATP Tour 250. Nejvýše nasazeným singlistou se stal devatenáctý tenista světa Sebastián Báez z Argentiny, kterého ve čtvrtfinále vyřadil Hugo Gaston. Jako poslední přímý účastník do hlavní soutěže nastoupil německý 95. hráč žebříčku Yannick Hanfmann. V důsledku invaze Ruska na Ukrajinu na konci února 2022 řídící organizace tenisu ATP, WTA a ITF s grandslamy rozhodly, že ruští a běloruští tenisté mohli dále na okruzích startovat, ale do odvolání nikoli pod vlajkami Ruska a Běloruska.
Desátý singlový titul na okruhu ATP Tour vybojoval 28letý Ital Matteo Berrettini. Deblovou trofej obhájil Rakušen Alexander Erler po boku Němce Andrease Mieseho. První společnou účast na túře ATP tak proměnili ve vítězství.

## Rozdělení bodů a finančních odměn

### Rozdělení bodů
| Soutěž  | Soutěž | vítězové | finalisté | semifinalisté | čtvrtfinalisté | 16 v kole | 32 v kole | Q  | Q2 | Q1 |
| ------- | ------ | -------- | --------- | ------------- | -------------- | --------- | --------- | -- | -- | -- |
| dvouhra | [ 1 ]  | 250      | 165       | 100           | 50             | 25        | 0         | 13 | 7  | 0  |
| čtyřhra | [ 5 ]  | 250      | 150       | 90            | 45             | 0         | —         | —  | —  | —  |

Vysvětlivky
1. ↑  Nasazení s volným losem do druhého kola v případě prohry neobdrželi žádné body.'"`UNIQ--ref-00000011-QINU`"'

### Finanční odměny
| Soutěž                                | Soutěž      | vítězové | finalisté | semifinalisté | čtvrtfinalisté | 16 v kole | 32 v kole | Q2      | Q1      |
| ------------------------------------- | ----------- | -------- | --------- | ------------- | -------------- | --------- | --------- | ------- | ------- |
| dvouhra                               | [ 1 ] [ 6 ] | 88 125 € | 51 400 €  | 30 220 €      | 17 510 €       | 10 165 €  | 6 215 €   | 3 105 € | 1 695 € |
| čtyřhra                               | [ 5 ]       | 30 610 € | 16 380 €  | 9 600 €       | 5 370 €        | 3 160 €   | —         | —       | —       |
| částka ve čtyřhrách je uvedena na pár |             |          |           |               |                |           |           |         |         |

## Mužská dvouhra

### Nasazení
| Stát                             | Hráč                    | ATP | Nasazení |
| -------------------------------- | ----------------------- | --- | -------- |
| Argentina                        | Sebastián Báez          | 19. | 1.       |
| Chile                            | Alejandro Tabilo        | 20. | 2.       |
| Argentina                        | Tomás Martín Etcheverry | 32. | 3.       |
| Španělsko                        | Pedro Martínez          | 49. | 4.       |
| Rakousko                         | Sebastian Ofner         | 50. | 5.       |
| Portugalsko                      | Nuno Borges             | 51. | 6.       |
| Španělsko                        | Roberto Carballés Baena | 54. | 7.       |
| Srbsko                           | Laslo Djere             | 57. | 8.       |
| Žebříček ATP k 15. červenci 2024 |                         |     |          |

### Jiné formy účasti
Následující hráči obdrželi divokou kartu do hlavní soutěže:
- Lukas Neumayer
- Nicolas Moreno de Alboran
- Joel Schwärzler

Následující hráč nastoupil jako mimořádný náhradník:
- Dominic Thiem

Následující hráč obdržel zvláštní výjimku:
- Thiago Agustín Tirante

Následující hráči postoupili z kvalifikace:
- Andrea Collarini
- Daniel Elahi Galán
- Lukáš Klein
- Vít Kopřiva

Následující hráči postoupili z kvalifikace jako šťastní poražení:
- Gustavo Heide
- Hamad Medjedović

### Odhlášení
před zahájením turnaje
- Nuno Borges → nahradil jej  Hamad Medjedović
- Tomás Martín Etcheverry → nahradil jej  Gustavo Heide
- Nicolás Jarry → nahradil jej  Thiago Seyboth Wild
- Casper Ruud → nahradil jej  Dominic Thiem

## Mužská čtyřhra

### Nasazení
| Stát                                                                        | Hráč                | Stát       | Hráč                | ATP  | Nasazení |
| --------------------------------------------------------------------------- | ------------------- | ---------- | ------------------- | ---- | -------- |
| Spojené království                                                          | Jamie Murray        | Česko      | Adam Pavlásek       | 78.  | 1.       |
| Mexiko                                                                      | Santiago González   | Tunisko    | Skander Mansouri    | 78.  | 2.       |
| Nizozemsko                                                                  | Robin Haase         | Nizozemsko | Jean-Julien Rojer   | 85.  | 3.       |
| Ekvádor                                                                     | Gonzalo Escobar     | Kazachstán | Oleksandr Nedověsov | 97.  | 4.       |
| Německo                                                                     | Constantin Frantzen | Německo    | Hendrik Jebens      | 105. | 5.       |
| Rakousko                                                                    | Alexander Erler     | Německo    | Andreas Mies        | 106. | 6.       |
| Spojené království                                                          | Lloyd Glasspool     | Nizozemsko | Matwé Middelkoop    | 111. | 7.       |
| Monako                                                                      | Romain Arneodo      | Rakousko   | Sam Weissborn       | 151. | 8.       |
| Žebříček ATP k 15. červenci 2024; číslo je součtem umístění obou členů páru |                     |            |                     |      |          |

### Jiné formy účasti
Následující páry obdržely divokou kartu do hlavní soutěže:
- Daniel Altmaier /  Dominic Thiem
- Philipp Oswald /  Joel Schwärzler

Následující pár nastoupil z pozice náhradníka:
- Ivan Sabanov /  Matej Sabanov

### Odhlášení
před zahájením turnaje
- Andre Begemann /  Victor Vlad Cornea → nahradili je  Ivan Sabanov /  Matej Sabanov
- Alexander Erler /  Lucas Miedler → nahradili je  Alexander Erler /  Andreas Mies
- Yannick Hanfmann /  Andreas Mies → nahradili je  Petr Nouza /  Patrik Rikl
- Nicolás Jarry /  Alejandro Tabilo → replacedkd by  Boris Arias /  Federico Zeballos

## Přehled finále

### Mužská dvouhra
- Sebastián Báez vs.  Dominic Thiem, 6–3, 6–1

### Mužská čtyřhra
- Alexander Erler /  Lucas Miedler vs.  Gonzalo Escobar /  Oleksandr Nedověsov, 6–4, 6–4